# Herz und Mund und Tat und Leben
Le cœur et la bouche et l'action et la vie
Cet article concerne également le choral « Jésus que ma joie demeure ». Pour le roman de Jean Giono, voir Que ma joie demeure. Pour le spectacle d'Alexandre Astier, voir Que ma joie demeure !.
Herz und Mund und Tat und Leben (Le cœur, et la bouche, et l'action, et la vie) (BWV 147) est une cantate religieuse de Jean-Sébastien Bach jouée à Leipzig le vendredi 2 juillet 1723 à l'occasion de la fête de la Visitation de la Vierge Marie. 
Le choral qui conclut les deux parties de cette cantate bénéficie d'une notoriété particulière : son thème est connu pour avoir été transcrit à de multiples reprises, notamment au piano sous le nom de Jésus que ma joie demeure.

## Structure et instrumentation
Elle existait déjà dans une version légèrement différente, référencée BWV 147a, datant de l'époque de Weimar et exécutée le dimanche 20 décembre 1716, en la chapelle du château ducal. La pièce est écrite pour trompette, deux voix de hautbois, deux voix de violons, un hautbois d'amour, deux voix de hautbois da caccia (ou « hautbois de chasse »), un alto, une basse continue, quatre solistes et un chœur à quatre voix mixtes (soprano, alto, ténor et basse). Elle est composée de dix mouvements, dont le dernier constitue la pièce la plus célèbre : le chœur « Jesus bleibet meine Freude », connu en français sous le nom « Jésus, que ma joie demeure » alors qu'il s'agit d'un contresens : le sens littéral correspond à l'affirmation : « Jésus demeure [reste / continue à être / restera toujours] ma joie ».
- Première partie
  - 1. Chœur : Herz und Mund und Tat und Leben (« Le cœur et la bouche et les actes et la vie »)
  - 2. Recitativo : Gebenedeiter Mund! (« Ô lèvres bénies ! »)
  - 3. Aria : Schäme dich, o Seele nicht (« N'aie point honte, ô mon âme »)
  - 4. Recitativo : Verstockung kann Gewaltige verblenden (« L'endurcissement peut aveugler les puissants »)
  - 5. Aria : Bereite dir, Jesu, noch itzo die Bahn (« Prépare-toi la voie, ô Jésus, dès maintenant »)
  - 6. Choral : Wohl mir, daß ich Jesum habe (« Quel bonheur que Jésus soit avec moi »)
- Seconde partie
  - 7. Aria : Hilf, Jesu, hilf, daß ich auch dich bekenne (« Aide-moi, Jésus, aide-moi, pour qu'à ton retour je te confesse »)
  - 8. Recitativo : Der höchsten Allmacht Wunderhand (« La main miraculeuse de la plus haute puissance »)
  - 9. Aria : Ich will von Jesu Wundern singen (« Je chanterai les miracles de Jésus »)
  - 10. Choral : Jesus bleibet meine Freude, Meines Herzen Lust und Saft (« Jésus demeure ma joie, Consolation et sève de mon cœur »)

## Musique
Le chœur d'ouverture restitue l'ensemble du texte en trois sections, la troisième étant une  reprise de la première, la deuxième n'étant elle-même pas très différente de caractère. Une sinfonia instrumentale se fait entendre au début et à la fin et aussi, légèrement modifiée, dans les trois sections avec le chœur. De façon très contrastée, les trois sections se concluent avec une partie accompagnée du seul continuo. Les première et troisième sections commencent avec une fugue et les instruments colla parte. Le sujet de la fugue souligne le mot « Leben » d'un mélisme couvrant trois mesures. La soprano entame le thème, l'alto entre juste une mesure plus tard, le ténor deux mesures plus tard, puis la basse une mesure plus tard, la rapide succession entraînant une musique animée comme une bonne image de la vie. Dans la troisième section, le modèle des entrées est le même mais il part des voix les plus basses au plus aigües.
Les trois récitatifs sont écrits différemment, le premier accompagné d'accords des cordes, le deuxième par le continuo, le troisième comme un récitatif accompagnato des deux hautbois da caccia qui ajoutent un motif expressif durable, seulement interrompu par l'annonce des mouvements de l'enfant dans le ventre (« Hüpfen ») qu'ils sont précisément en train de représenter.
Les trois arias  de la cantate originale sont écrites pour voix et instruments solo (3, 5) ou seulement continuo alors que la dernière aria qui rapporte les miracles de Jésus est accompagnée de tout l'orchestre.
Les mouvements de choral 6 et 10 qui terminent les deux parties de la cantate ont la même musique basée sur la mélodie de Johann Schop, « Werde munter, mein Gemüthe », une mélodie que Bach a aussi utilisée dans sa Passion selon saint Matthieu sur les mots « Bin ich gleich von dir gewichen » (#40). Le simple choral à quatre voix est inséré dans une disposition de tout l'orchestre, dominé par un motif pastoral de triolet dérivé de la première ligne de la mélodie du choral. Ce mouvement est très largement connu pour plusieurs arrangements et transcriptions, notamment pour le piano, quoique le titre fréquemment employé, "Jésus, que ma joie demeure!", soit en fait erroné, transformant l'affirmation de l'original ("Jésus demeure ma joie") en un vœu.

## Source
- (en) Cet article est partiellement ou en totalité issu de l’article de Wikipédia en anglais intitulé « Herz und Mund und Tat und Leben, BWV 147 » (voir la liste des auteurs).